# Luigi Mantovani

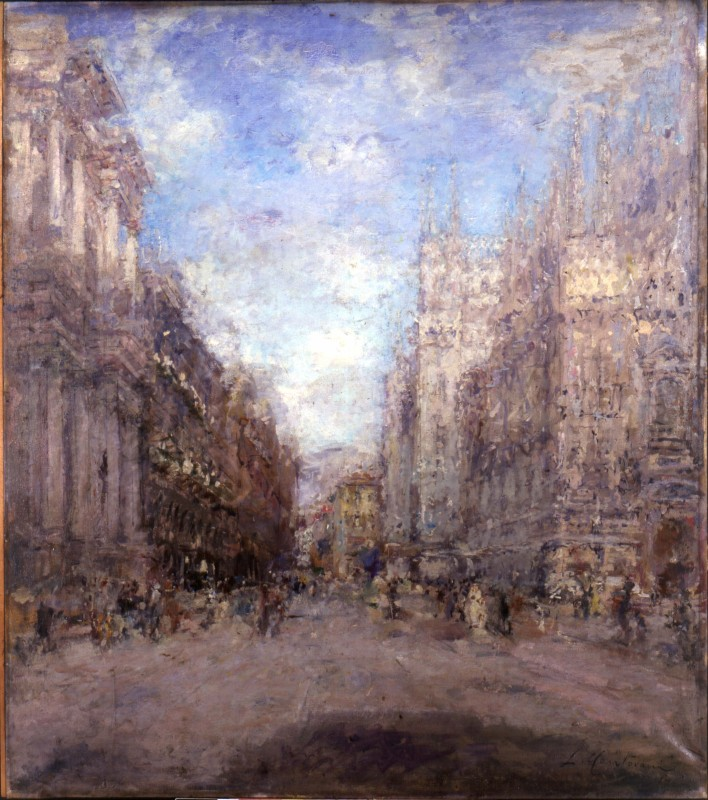
Corso Vittorio Emanuele a Milano, 1924 (Fondazione Cariplo)

Luigi Mantovani (Milano, 29 maggio 1880 – Milano, 25 settembre 1957) è stato un pittore italiano.

## Biografia
Incoraggiato dal padre Giuseppe - che era un incisore - a coltivare la pittura, Luigi Mantovani si iscrive all'Accademia di Belle Arti di Brera nel 1896 e studia con Giuseppe Mentessi, con Vespasiano Bignami e con Cesare Tallone. Esordisce alla IV Esposizione Triennale di Brera, nel 1900, con due studi di paesaggio e avvia un'attività espositiva che lo vede presente con continuità alle mostre allestite presso la Famiglia Artistica Milanese e presso la Società per le Belle Arti ed Esposizione Permanente, affermandosi sulla scena artistica nel 1906, con la partecipazione all'Esposizione Internazionale di Milano. A partire dagli anni venti si distingue nei cenacoli culturali milanesi: è tra gli animatori dell'Associazione degli Acquarellisti lombardi e della "Famiglia meneghina" ed è insignito di medaglia d'oro, in occasione della mostra dedicata al paesaggio lombardo, nel 1926.
La sua produzione di vedute cittadine e di paesaggi si contraddistingue per una pennellata franta e per l'adozione di una gamma cromatica chiara e trasparente, che diventerà la sua cifra caratteristica. Nella seconda metà degli anni quaranta, in coincidenza con la ripresa dell'attività espositiva, dopo la lunga sospensione dettata dal secondo conflitto mondiale, durante il quale Luigi Mantovani continua a dipingere nella soffitta della sua abitazione in Milano - grazie al suo mecenate Guido Snider, titolare di una ditta di macchine da caffè espresso - riprende il suo repertorio di vedute milanesi e veneziane, divenuto ormai ripetitivo e convenzionale, ma con una tecnica pittorica più fluida e sciolta.

### Mostre
- 1930, Milano, Mostre personali dei pittori Alfredo Soressi, Luigi Mantovani,[1]
- 1988, Milano, Luigi Mantovani,[2]
- 2008, Milano, Luigi Mantovani,[3]